# 슐레스비히홀슈타인주

북부 슐레스비히와 남부 슐레스비히, 홀슈타인의 영역

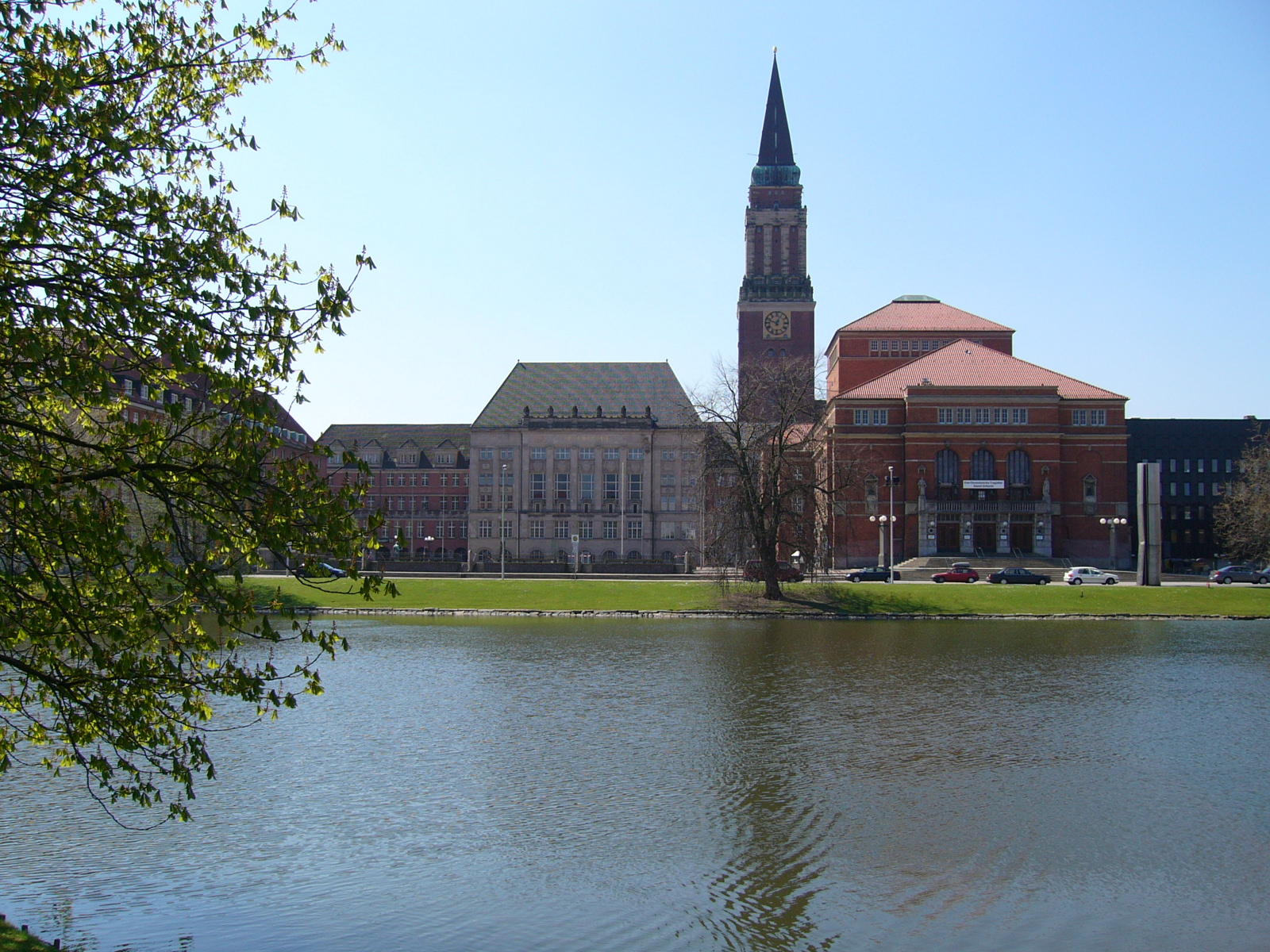
주도 킬의 시청탑

슐레스비히홀슈타인주(독일어: Schleswig-Holstein 듣기 (도움말·정보), 덴마크어: Slesvig-Holsten)는 독일 16개 연방주 중 최북단에 있는 주이다. 1946년 8월 23일 설립된 이래로, 주도는 킬이며 최대 도시이기도 하다. 도시연방주(Stadtstaat)인 베를린, 함부르크, 브레멘주를 제외하면 전체 연방주 중에서 면적이 자를란트에 이어 2번째로 작다.

## 지리
슐레스비히홀슈타인 주는 북해와 발트해 사이의 유틀란트반도 남단 부분에 자리하고 있다. 동쪽으로는 발트해와 메클렌부르크포어포메른주, 남쪽으로는 니더작센주와 함부르크, 서쪽으로는 북해와 접하며 북쪽으로는 덴마크와 국경을 접한다. 북해와 발트해 사이를 이어주는 중요한 해로로는 킬 운하가 있다.
슐레스비히홀슈타인 주에서 "슐레스비히"는 독일령 남부 슐레스비히만을 의미하며, 현재 덴마크령인 북부 슐레스비히는 포함되지 않는다.
주 경계에 있는 엘베강을 제외하면 주 내에서 가장 긴 강은 아이더강이다. 이 강은 오랫동안 신성 로마 제국과 덴마크 사이의 경계가 되어왔으며, 슐레스비히와 홀슈타인의 경계이기도 하다.
북해 연안을 따라 넓은 갯벌 지역이 형성되어 있다. 이곳은 슐레스비히홀슈타인 바텐메어 국립공원 (Nationalpark Schleswig-Holsteinisches Wattenmeer)으로 지정되어 주의 보호를 받고 있다. 이 국립공원은 중앙유럽 최대의 규모이다.
북해에 있는 헬골란트섬도 슐레스비히홀슈타인 주에 속한다.

## 역사
"홀슈타인"이라는 지명은 고대 저지독일어 Holseta Land에서 기원한다. 이 단어는 "숲에 사는 자들의 땅"이라는 뜻으로, 현대 독일어로 목재를 뜻하는 Holz에서 그 흔적을 찾아 볼 수 있다. 홀슈타인은 엘베강 북쪽에 살던 작센족 세 부족의 중심지를 이르는 말이었고, 이는 대략 슈퇴르 강과 함부르크 사이에 해당한다. 작센족의 홀슈타인은 8세기 후반 카롤루스 대제의 정복사업으로 신성 로마 제국의 영역으로 편입된다. 811년 이후 제국의 북쪽 경계는 아이더강이 끝이 되었고 이에 따라 홀슈타인의 북쪽 경계도 아이더강이 된다.
"슐레스비히"라는 지명은 슐레스비히 시에서 유래하였다. 슐레스비히 시의 이름은 동쪽에 있는 슐라이(Schlei) 만에서 기원하는데, 여기에 고대 저지독일어나 고대 노르드어로 만을 의미하는 vik (또는 vig)가 결합되어 형성된 단어이다.
유틀란트반도의 남부에 해당하는 슐레스비히 공국은 본래 덴마크 영토의 완전한 일부였으나, 중세에 이르러 덴마크 왕국 내의 봉건영지로 자치를 누리게 된다. 1100년경에 작센 공작은 홀슈타인을 샤우엔부르크의 아돌프 1세 백작에게 넘겨준다.
슐레스비히와 홀슈타인의 역사는 덴마크나 독일과 깊은 관계가 있다. 여러 시기에 걸쳐 두 지방은 두 국가 중 하나에 (지방 전체 또는 일부분이) 복속되거나 두 국가 모두로부터 실질적인 독립을 누렸다. 그러나 슐레스비히의 경우, 1864년의 제2차 슐레스비히 전쟁 이전까지는 한번도 독일 영토가 된 적이 없다. 수세기동안 덴마크의 국왕이 덴마크의 슐레스비히 공작과 독일의 홀슈타인, 작센 공작을 겸임하였다. 근본적으로, 슐레스비히는 덴마크의 완전한 영토 또는 덴마크 내의 봉건영지였고, 홀슈타인은 독일 내의 영지로서 오래전부터 주권국가의 지위에 있었다. 두 지방 모두 여러 세기에 걸쳐 덴마크의 국왕이 다스렸다. 1721년 슐레스비히의 전 지방이 덴마크 왕이 다스리는 하나의 공국으로 통합되었고, 유럽열강들은 국제조약을 맺어 덴마크 국왕이 자동적으로 슐레스비히 공작 지위를 물려받는 것에 합의했다. 덴마크 왕과 슐레스비히 공작 지위가 하나로 합쳐지면서, 슐레스비히 공작위 계승자는 덴마크 왕위계승자와 항상 같은 사람이 되었다.
나폴레옹 전쟁 이후 독일에서 민족주의가 발흥하면서 홀슈타인과 남부 슐레스비히를 프로이센 왕국 중심의 새로운 독일에 통합시키고자 하는 운동이 거세졌다. 한편, 이 운동이 일어난 시기에 덴마크와 북부 슐레스비히에서도 민족주의가 확산되면서 독일 민족주의 운동과 대립각을 세웠다. 덴마크 민족주의 운동은 슐레스비히를 덴마크에 완전히 재통합시킬 것과, 슐레스비히에 사는 덴마크인들에 대한 차별철폐를 주장했다. 두 운동 간의 갈등은 슐레스비히-홀슈타인 문제라고 불리기도 한다. 1848년 덴마크의 프레데릭 7세는 덴마크에 자유주의 헌법을 실시하겠다고 공표했는데, 이에 따라 덴마크 민족주의자들에게 대두된 우선적 목표는 이 헌법이 덴마크 내뿐만 아니라, 슐레스비히의 덴마크인과 독일인에게까지 적용되도록 만드는 것이었다. 또한 19세기 초부터 슐레스비히의 거의 4분의 1에 해당하는 지역에서 지배적 언어가 덴마크어에서 독일어로 변하면서, 그들은 슐레스비히 지방에서 덴마크어를 보호하고자 하였다.
홀슈타인 지방을 위한 자유주의 헌법 적용은 덴마크에서 중요하게 여겨진 문제가 아니었는데, 이는 홀슈타인의 정치적 리더들이 덴마크의 정치가들보다 훨씬 보수적임이 잘 알려져 있었기 때문이다. 이는 사실로 드러났다. 홀슈타인의 정치엘리트들은 덴마크 자유주의 헌법이 슐레스비히뿐 아니라 덴마크에서도 폐기되어야 한다고 주장했다. 그들은 또한 슐레스비히가 홀슈타인을 따라 즉시 독일 연방에 가맹하고, 최종적으로는 새로운 통일 독일의 일부가 될 것을 요구했다. 이같은 요구는 거부되었으며 1848년 홀슈타인과 남부 슐레스비히의 독일인들은 반란을 일으켰다. 이는 1848년부터 1851년까지 지속된 제1차 슐레스비히 전쟁의 서곡이 되었다. 전쟁은 이트슈테트에서 덴마크의 승리로 끝났다.
1863년 프레데릭 7세가 후사 없이 죽자 슐레스비히와 홀슈타인을 놓고 충돌이 일어난다. 덴마크와 슐레스비히의 왕위(공작위)계승 계보에 따르면, 덴마크와 슐레스비히의 지배권은 모두 크리스티안 글뤽스부르크 공작(나중에 크리스티안 9세로 즉위한다)에게 상속되어야 했으며, 홀슈타인의 지배권은 누구에게 상속되어야 할지 논란이 있었다. 이 결정은 라이벌인 친독일 성향 덴마크 왕가인 아우구스텐보르그 가의 반발을 불렀다. 이들은 앞서 1848년 주장했던 바와 같이 다시 슐레스비히와 홀슈타인 모두의 공작위를 요구했다. 1863년 11월 덴마크와 슐레스비히 공동의 헌법이 통과되었는데, 비스마르크는 이를 프로이센과 오스트리아가 이 문제에 간섭하여 덴마크에 전쟁을 선포할 빌미로 삼았다. 이로써 제2차 슐레스비히 전쟁이 발발하였고 덴마크는 패배하였다. 영국은 1864년 런던 회의를 열어 중재하려 노력하였으나 실패로 끝나고, 덴마크는 슐레스비히 전체(현재는 북부 슐레스비히는 다시 덴마크령이다.), 홀슈타인, 라우엔부르크를 프로이센과 오스트리아에 빼앗긴다.
1866년 프로이센-오스트리아 전쟁의 결과 체결된 프라하 평화조약 5조에서는 북부 슐레스비히의 주민들에게 자신들이 프로이센의 지배 하에 남을지 덴마크령으로 돌아갈지를 결정하기 위한 국민투표를 할 권리가 주어진다고 규정하였다. 그러나 프로이센은 이를 결코 이행하지 않았다. 전쟁의 결과 승전국 프로이센은 북부 슐레스비히와 남부 슐레스비히, 홀슈타인 모두를 병합하였다. 1871년 프로이센-프랑스 전쟁에서도 승리한 프로이센이 독일 제국을 선포함에 따라, 슐레스비히홀슈타인 지방도 독일 제국의 일부가 되었다.
제1차 세계 대전에서 독일 제국이 패배함에 따라, 연합국은 북부와 중부 슐레스비히의 귀속을 결정하기 위한 국민투표를 실시하였다. 북부 슐레스비히에서는(투표일:1920년 2월 10일) 75%가 덴마크와의 재통합을 선택하였고 25%는 독일령으로 남을 것을 선택하였다. 중부 슐레스비히에서는(투표일:1920년 3월 14일) 거꾸로 80%가 독일에 귀속되는 것을, 20%가 덴마크에 귀속되는 것을 선택했다. 이러한 경향은 특히 플렌스부르크에서 심하게 나타났다. 남부 슐레스비히에서의 국민투표도 계획되었지만 결국 실시되지 않았다. CIS(Commission Internationale de Surveillance du Plébiscite au Slesvig)라는 국제위원회의 감독하에 국민투표를 위해 2개의 투표구가 설치되었는데, 원래는 3개의 투표구가 계획되었으며 마지막 투표구는 남부 슐레스비히 지역을 포함했다. 그러나 투표를 하더라도 독일의 압도적 승리가 명백히 예상되었기 때문에 덴마크가 마지막 투표구에서 투표를 거절한다. 귀속문제를 결정하는 데 있어서 중요한 것은 투표구 전체에서의 득표율이었으므로, 하나의 시나 군(Kreis)에서 투표구 전체의 선택과 반대되는 의견이 다수일지라도 전체 투표구의 선택에 따라 어느 국가로 귀속될지가 결정되었다.
1920년 6월 15일, 북부 슐레스비히는 공식적으로 덴마크에 반환되었다. 이때부터 정해진 덴마크-독일간 국경은 제1차 세계 대전 패전으로 베르사유 조약에서 새로 정한 여러 독일국경 가운데 아돌프 히틀러가 어떠한 의문도 제기하지 않고 인정한 유일한 국경이다.
1937년 나치는 소위 대(大) 함부르크 법(Groß-Hamburg-Gesetz)이라 불리는 법을 제정해서 함부르크 자유 한자 시를 팽창시켜 프로이센 자유주의 슐레스비히홀슈타인 지방에 속했던 여러 마을까지 포괄하도록 하였다. 이때 프로이센 자유주는 독일 제국의 몰락 이후 프로이센 왕국이 멸망하자 그 영역을 계승한 주이다. 프로이센 자유주가 입은 영토 손실에 대한 보상으로서, 뤼베크가 슐레스비히홀슈타인 지방에 통합됐다. 이로써 뤼베크는 711년 동안 누려온 자유 한자 시의 지위를 잃어버린다.
제2차 세계 대전 후 또다시 독일이 패전하자, 프로이센 자유주의 슐레스비히홀슈타인 지방은 영국에 점령되어 감독받았다. 1946년 8월 23일, 연합군의 군정은 프로이센 자유주를 해체하고 각 지방들을 새로운 연방주로 만드는데, 이때 슐레스비히홀슈타인 지방도 슐레스비히홀슈타인 주로 재창설되었다. 제2차 세계대전으로 독일영토가 다시 축소되고 상실한 영토에서 독일인이 축출되어 슐레스비히홀슈타인 주로 이주한 결과, 슐레스비히홀슈타인 주의 인구는 전후 33 퍼센트 증가하였다.(86만 명)

## 상징물

### 문장
슐레스비히홀슈타인 주의 문장은 연방주의 기원이 된 2개 공국의 연합을 상징한다. 슐레스비히 공국의 상징인 2마리의 사자가 왼쪽에, 홀슈타인 공국의 상징인 쐐기풀 잎이 오른쪽에 그려져 있다.

### 연방주 기
슐레스비히홀슈타인 주의 기는 독일연방공화국의 국기와 같이 가로로 평행한 3색기이다. 위에서부터 파란색, 흰색, 빨간색의 3가지 색이 주의 기를 구성한다. 이러한 세 가지 색은 슐레스비히홀슈타인 주의 문장에 사용된 색깔을 바탕으로 선정된 것이다.

## 행정 구역

슐레스비히홀슈타인 주의 행정구역

### 군
슐레스비히홀슈타인 주는 11개의 군(郡, Kreis)로 나뉜다. 우측 그림의 숫자가 각 군의 명칭이다.
1. 디트마르셴군 (Dithmarschen)
2. 라우엔부르크군 (Lauenburg)
3. 노르트프리슬란트군 (Nordfriesland)
4. 오스트홀슈타인군 (Ostholstein)
5. 피네베르크군 (Pinneberg): 헬골란트섬이 이 군에 속한다.
6. 플뢴군 (Plön)
7. 렌츠부르크에케른푀르데군 (Rendsburg-Eckernförde)
8. 슐레스비히플렌스부르크군 (Schleswig-Flensburg)
9. 제게베르크군 (Segeberg)
10. 슈타인부르크군 (Steinburg)
11. 슈토르마른군 (Stormarn)

### 시
또한 군에 소속되지 않는 독립시(Kreisfreie Stadt) 4개가 있다.
- 플렌스부르크 (Flensburg 약칭 FL)
- 킬 (Kiel 약칭 KI): 슐레스비히홀슈타인 주의 주도이다.
- 뤼베크 (Lübeck 약칭 HL)
- 노이뮌스터 (Neumünster 약칭 NMS)

## 인구
| 연도    | 인구      | ±% p.a. |
| ------- | --------- | ------- |
| 1960    | 2,309,409 | —       |
| 1970    | 2,510,608 | +0.84%  |
| 1980    | 2,611,285 | +0.39%  |
| 1990    | 2,626,127 | +0.06%  |
| 2000    | 2,789,761 | +0.61%  |
| 2010    | 2,834,259 | +0.16%  |
| 2018    | 2,896,900 | +0.27%  |
| source: |           |         |

## 언어
공용어는 독일어이다. 이외에도 저지 독일어, 덴마크어, 프리지아어가 법적 보호를 받으며 사용되고 있다. 저지 독일어는 이 지역의 옛말이지만, 주 내의 대부분의 지역에서 사용되고 있다. 덴마크어는 소수의 덴마크인이 말하고 프리지아어는 북해 연안의 북프리슬란트 제도에서 사용된다. 헬골란트섬에서 쓰이는 프리지아어 방언은 "Halunder"라고 불린다. 독일어 (고지 독일어)는 16세기부터 공공 목적으로 이 지역에서 쓰이기 시작했으나, 1864년 제2차 슐레스비히 전쟁의 결과 이 지역이 프로이센 왕국의 영토가 되면서 가장 많이 쓰는 언어가 되었다.

## 종교
종교 개혁 이래로 전통적인 개신교 지역이다.

## 같이 보기
- 슐레스비히
- 홀슈타인